# Suzuho Makaze
Suzuho Makaze (真風 涼帆, Makaze Suzuho), née le 18 juillet 1986 dans la Préfecture de Kumamoto, est une chanteuse japonaise principalement active dans le domaine de la comédie musicale.

## Biographie

### Jeunesse
Suzuho Makaze montre un intérêt pour la danse dès son plus jeune âge grâce à sa mère, professeur de danse. À l'école primaire, elle apprend le piano, la calligraphie et l'abaque. Au collège, invitée par une amie proche, elle rejoint le club de tennis de table.
Alors qu'elle est en troisième année au collège, elle assiste à une représentation de la Revue Takarazuka mettant en scène la Troupe Lune. Le spectacle la fascine et définit sa trajectoire professionnelle.

### Formation
Après ses années lycéennes, en 2004, Suzuho Makaze se forme au sein de l'Ecole de Musique Takarazuka (en), une école pour filles spécialisée visant à devenir une takarazienne. En 2006, elle est lauréate de la 92e promotion et devient membre officielle de la Revue. Elle est spécialisée dans les rôles masculins dits otokoyaku.

### Membre puis star de la Revue Takarazuka
Au sein de la Revue Takarazuka, Suzuho Makaze est d'abord affectée à la Troupe Etoile (2006-2015) puis à la Troupe Cosmos (2015-2023).
En 2017, elle succède à Manato Asaka et devient la 8e interprète principale de la troupe Cosmos. Sa partenaire musumeyaku (actrice spécialisée dans les rôles féminins) est Madoka Hoshikaze. Elles font leurs débuts l'année suivante au Tokyo International Forum, avec West Side Story. Hana Jun succède par la suite à Madoka Hoshikaze à ses côtés.
En 2023, il est annoncé qu'elle incarnera James Bond dans la comédie musicale inspirée de Casino Royal. Elle est ainsi la première femme à camper le célèbre 007. Cette annonce a un fort retentissement à l'international,,,.
Après un final triomphant avec Casino Royal, Makaze quitte la Revue. Elle est restée au sommet de la Troupe Cosmos durant cinq ans et sept mois ; à ce titre, elle est la troisième otokoyaku phare à avoir connu la plus longue carrière au sein de la Revue, ex-æquo avec Rio Asumi mais derrière Yōka Wao et Reon Yuzuki.

### L'après Takarazuka
Quelques mois après son départ, fin 2023, Suzuho Makaze est officialisée au casting de LUPIN : The Secret of Countess Cagliostro aux côtés de Yūta Furukawa. Elle partage la scène avec Kiho Maaya et Reon Yuzuki, également anciennes membres de la Revue Takarazuka. La Comtesse se travestissant durant le spectacle, Makaze et Yuzuki sont amenées à porter des costumes masculins et adopter une attitude plus virile, comme lorsqu'elles travaillaient au sein de la Revue. Le personnage « très polyvalent » de la Comtesse et ses interprètes sont salués.

### Vie privée
En 2024, Suzuho Makaze épouse l'acteur Hideto Katsuya dit Katsuya (en).

## Performances scéniques(sélection partielle)

### Revue Takarazuka
- 2006 : Never Say Goodbye
- 2010 : Roméo & Juliette : la Mort
- 2011-2012 : Ocean's 11 : Linus Caldwell
- 2013 : Romeo and Juliet : La Mort / Tybalt
- 2014 : Le Roi Soleil : François de Beaufort
- 2016 : Elisabeth : Franz Joseph
- 2018 : West Side Story : Tony
- 2019 : Ocean's 11 : Danny Ocean
- 2020-2021 : Anastasia : Dmitry
- 2022 : Never Say Goodbye : Georges Malraux
- 2023 : Casino Royale : James Bond

### L'après Takarazuka
- 2023-2024 : LUPIN : The Secret of Countess Cagliostro : la Comtesse de Cagliostro